# 閻忠
閻忠（？—189年），是東漢涼州汉阳县人。
閻忠曾勸皇甫嵩政變但不成功，當時皇甫嵩以平定黃巾賊而聞名，此人亦善於識人，例如：初見賈詡一事。阎忠原为信都令，後於西元189年被凉州叛军韩遂等人强行推为首领以取代王国，使督统诸部。阎忠以众人胁迫为耻，不久愤恨病死。